# 勒洛兰
勒洛兰（法語：Le Lorrain，法語發音：[lə lɔʁɛ̃]）是法国海外省马提尼克的一个市镇，属于拉特里尼泰区。

## 地理
勒洛兰（14°49'58"N, 61°3'20"W）面积50.33 平方千米，位于法国海外省马提尼克。
与勒洛兰接壤的市镇（或旧市镇、城区）包括：拉茹帕布永、巴斯潘特、莱马里戈、勒莫讷鲁日。
勒洛兰的时区为UTC−04:00（大西洋时区）。

## 行政
勒洛兰的邮政编码为97214，INSEE市镇编码为97214。

## 政治
勒洛兰的现任市长为朱斯坦·庞菲勒（Justin Pamphile）先生，任期为2020-2026年。

## 人口

1962-2008年间勒洛兰人口变化图示

勒洛兰于2022年1月1日时的人口数量为6607人。